# Megaphobe
 (mars 2025).
Si vous disposez d'ouvrages ou d'articles de référence ou si vous connaissez des sites web de qualité traitant du thème abordé ici, merci de compléter l'article en donnant les références utiles à sa vérifiabilité et en les liant à la section « Notes et références ».
Albums de Projet Orange
Projet Orange
(2000)
Megaphobe est le deuxième et dernier album studio du groupe québécois Projet Orange sorti le 12 octobre 2004. Contrairement au premier album Projet Orange, l'album contient entièrement des chansons en anglais sauf trois en français dont les chansons Impair, Les Géants et J'aime. Leur premier single Tell All Your Friends est un  min [réf. souhaitée].

## Chansons de l'album
Les treize pistes de cet album sont :
1. Megaphobe (3 min 48)
2. Tell All Your Friends (3 min 10)
3. Them (3 min 29)
4. Impair (5 min 26)
5. A.R.S.E. (3 min 59)
6. Ballade (4 min 12)
7. Just Before (3 min 29)
8. Cities (3 min 58)
9. Hell To Pay (3 min 42)
10. Les géants (3 min 26)
11. If You Leave (3 min 54)
12. Yeah!Yeah! (3 min 48)
13. J'aime (9 min 14)

Une version en français de la chanson Megaphobe est disponible à la fin de la dernière piste.

## Vidéoclip
1. Tell All Your Friends